# Glossaire du cyclisme

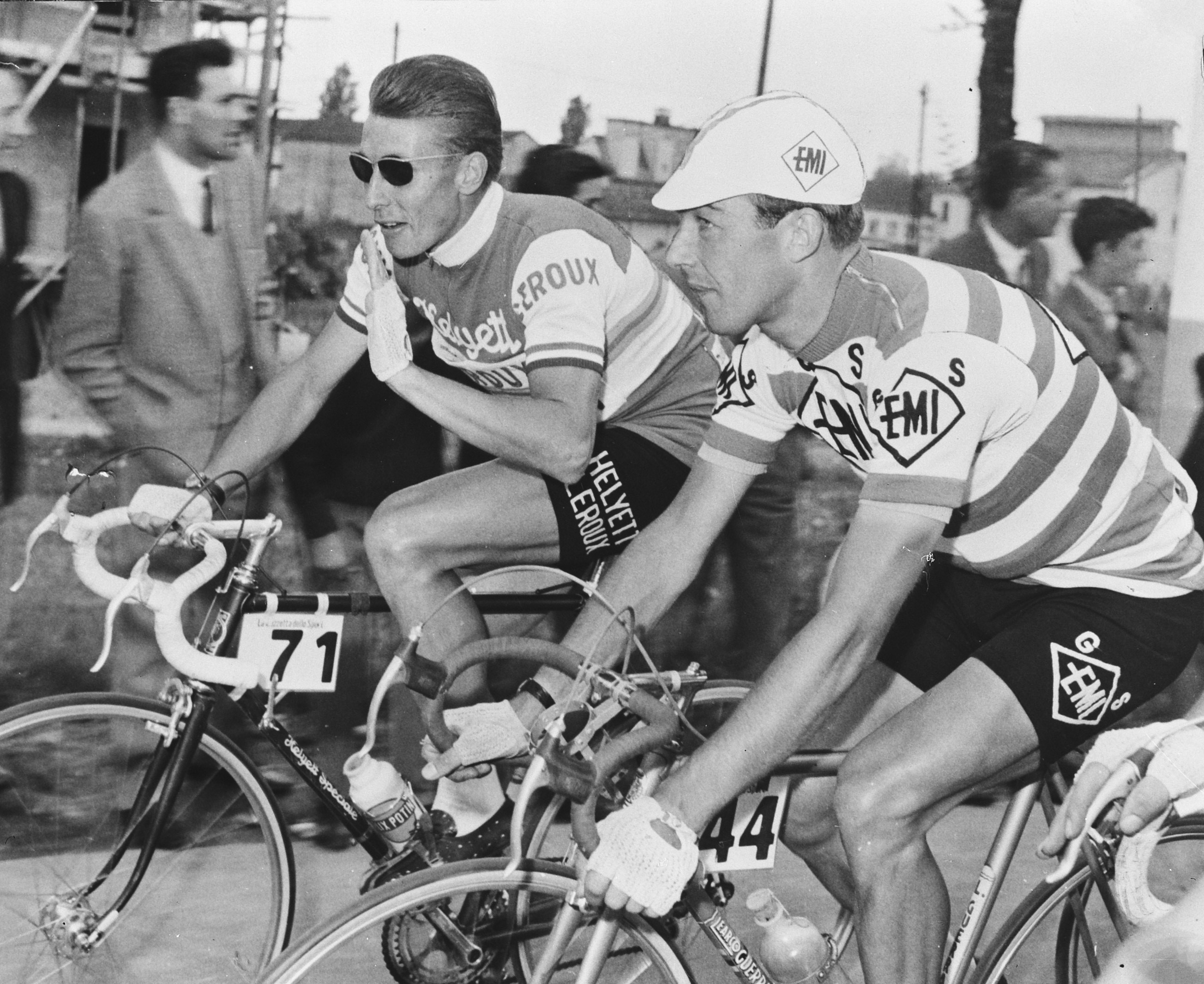
Deux cyclistes (Jacques Anquetil et Charly Gaul) sur leurs vélos de route en 1959.

Ce glossaire du cyclisme est une liste par ordre alphabétique des termes propres au monde du cyclisme.

## A
- Abri prolongé : Lorsqu'un coureur distancé roule juste derrière une voiture pour bénéficier de l'aspiration et ainsi rattraper le peloton sans faire trop d'efforts. Cela peut-être soit autorisé, soit interdit par les commissaires de course selon les circonstances.
- Accidenté : Un "parcours accidenté" désigne un itinéraire comportant de nombreuses irrégularités, montées et descentes, virages serrés et potentiellement des obstacles sur la route. Ces éléments rendent le parcours plus difficile à négocier et nécessitent une meilleure maîtrise du vélo, une adaptation de la vitesse et une attention accrue aux conditions du terrain.
- Ajuster : Devancer un adversaire tout près de gagner dans les derniers mètres au sprint[1],[2].
- Américaine : Épreuve de cyclisme sur piste. Dans chaque équipe, deux coureurs se relaient sur 50 kilomètres, l'un des deux, alternativement, pouvant se reposer quelques tours avant de reprendre le relais. Le classement est fait à partir du nombre de tours parcourus puis en fonction du nombre de points obtenus aux classements intermédiaires (tous les cinq kilomètres). Cette épreuve est aussi connue sous le nom de « Madison ».
- Ardoisier. Personne à l'arrière d'une moto qui indique les écarts aux coureurs au moyen d'une ardoise.
- Astiquer les rivets de la selle : Métaphore s'appliquant au coureur à la peine qui reste assis à l'avant de la selle de son vélo[1],[2].
- Au pain et à l'eau claire, ou "à l'eau claire" : Se dit d'un coureur qui réalise ses performances au naturel, avec pour seul carburant une nutrition saine et refuse catégoriquement toute forme de dopage. Exemple : Christophe Bassons insistait pour rouler au pain et à l'eau claire alors qu'il était entouré de chaudières[3].
- Autobus : Synonyme de Grupetto
- Avoir un bon de sortie : Se dit d'un coureur qui n'est pas trop craint et que ses concurrents laissent filer dans une échappée. Parfois certains coureurs peuvent ainsi tromper leurs adversaires et en profiter pour aller jusqu'au bout. Dans une course à étapes, plus un coureur est loin au classement général, plus il est susceptible de bénéficier d'un « bon de sortie » afin de tenter de ravir l'étape[2].
- Avoir les chaussettes en titane : Avoir un bon coup de pédale[1].
- Avoir la fringale : Cela signifie que le coureur a un taux de glucose insuffisant dans le sang. La médecine parle d'hypoglycémie lorsque la glycémie est basse. Pour un coureur brûlant normalement beaucoup de calories, s'il n'a pas pris ses précautions aux ravitaillements, la sanction est brutale, il ne peut plus avancer, c'est la fringale[3].
- Avoir la pancarte : Se dit d'un coureur reconnu pour être un des favoris de la course. Ses adversaires le savent, c'est comme s'il avait une pancarte sur le dos, et ils ne vont rien faire pour l'aider. Ils vont essayer de l'isoler de ses équipiers pour l'attaquer[1].
- Avoir le coup de pédale soyeux : Pédaler avec aisance, signe d'un niveau d'énergie excellent.

## B
- Bâcher : Abandonner[4].
- Baroudeur : Coureur spécialiste des échappées aux longs cours. ex. : Thomas Voeckler, Thomas De Gendt ou Sylvain Chavanel.
- Becqueter de l'aile : Prendre appui momentanément contre l'aile d'une voiture pour se propulser. L'expression, attestée depuis 1927, est aujourd'hui désuète ; le terme courant pour désigner le becquetage de l'aile est « rétropoussette »[5].
- Bidon collant (ou bidon collé) : Expression désignant un ravitaillement par un coureur venant chercher des victuailles pour ses coéquipiers à la voiture d'équipe. Le bidon en question est tenu fermement par la personne dans l'automobile alors que le cycliste tend le bras pour se l'approprier, résultant en un moment de répit pour le coureur. Si un bidon est « trop collant » et une exagération est évidente, une sanction peut être appliquée.
- Bordure : Groupe de coureurs ne parvenant pas à entrer dans l'éventail. Généralement, il en résulte une cassure du peloton[4].

### Bordure
Les effets de bordure sont provoqués par un fort vent latéral et un changement de configuration de route. C’est typiquement le cas lorsqu’on passe d’une route boisée à une route de plaine, très exposée au vent de côté. Les équipes qui veulent provoquer une bordure roulent à bloc, au devant de la course.
- Bosse : Une montée, un col, (plus long que le « coup de cul »)[4],[6].
- Boucher le trou : Revenir sur un groupe depuis l'arrière[2].
- Bracasse : Un gros braquet[4].
- Braquet : Rapport entre le nombre de dents du plateau et le nombre de dents du pignon (53/12, 39/21...).
- Brûler le ravitaillement : Se dit d'un coureur qui profite du ralentissement d'un ravitaillement pour partir en échappée. Il peut le faire en négligeant de prendre sa musette (mais attention à la fringale) ou en attrapant sa musette avant les autres (stratégie moins risquée)[2],[3].

## C
- Caillasse, Rouler dans la : Dans un éventail, être forcé de rouler dans le bas-côté pour rester à l'abri[2],[3].
- Capitaine de route : Coureur, sans existence formelle (généralement c'est le plus âgé de l'équipe), qui au sein d'une équipe sert de relais entre le directeur sportif et les coureurs. Depuis l'apparition des oreillettes son rôle tend à s'amoindrir[7].
- Casse-pattes : Se dit d'un trajet exigeant qui ne laisse pas la chance au cycliste de récupérer.
- Cassure : Lorsqu'un écart est important au sein d'un groupe de coureurs, il y a une cassure. En général, si entre deux coureurs successifs, l'écart réel est inférieur à une seconde, alors à l'arrivée, ils sont tous crédités du même temps, le temps réel du premier. Mais si entre deux coureurs, un écart supérieur à la seconde apparaît, alors le temps crédité à partir du second de ces coureurs, est le temps réel de ce second. Cela peut s'avérer un piège où un coureur, situé en 100e position d'un peloton en file indienne, peut perdre ou non jusqu'à environ 1 min 30 s sur les premiers.
- Chasse, mener la : Accélération d'une ou plusieurs équipes en tête du peloton en vue de rattraper des échappées. Sur les étapes de plat, ce sont surtout les équipes des sprinteurs qui mènent la chasse et sur les étapes de montagne ce sont plutôt les équipes des leaders au général.
- Chasse patate : Être intercalé entre deux groupes de cyclistes sans grand espoir de rattraper le groupe qui précède.
- Chaudière : Coureur dopé ou à la réputation sulfureuse en la matière[4].
- Classement UCI
- Classique : prestigieuse course en ligne d'un jour en cyclisme sur route.
- Classiques ardennaises : Classiques de mi-avril se déroulant dans les Ardennes.
- Classiques flandriennes : Classiques de mars et de début avril se déroulant dans les Flandres.
- Cocottes : Poignées permettant de freiner et de changer de braquet sur un vélo de route.
- Coefficient de difficulté : Indice numérique catégorisant un col ou une côte.
- Comète (ou étoile filante) : Coureur quasiment inconnu, y compris des suiveurs, ne s'étant jamais distingué par ses résultats et qui soudainement, réalise une ou plusieurs performances exceptionnelles avant de retomber dans l'anonymat. S'il arrive qu'un coureur moyen ou un simple porteur d'eau s'impose grâce à des circonstances de course favorables (attentisme des favoris, sous-estimation de la part des adversaires, conditions météo…), une comète réalise des performances de haut niveau, atteignant un niveau qu'elle n'a jamais atteint jusque-là et qu'elle n'atteindra plus jamais. Les comètes sont généralement mal vues car suspectées de dopage. Exemples de comètes : Isidro Nozal, Santiago Pérez, Juan José Cobo, Maxim Iglinskiy, Oliver Zaugg, Jonathan Tiernan-Locke, Mauro Santambrogio, Jarlinson Pantano, Stefan Denifl, Mark Padun…
- Commissaire : Juge de course veillant au bon respect du règlement par les coureurs. Les commissaires suivent la course dans des voitures. Toutefois depuis 2018, il existe sur les grandes courses, un commissaire vidéo qui visionne les images en direct[8].
- Compter les pavés : Rouler à une allure lente car les réserves d'énergie physiques et mentales sont épuisées. Quelque peu similaire à « exploser », c'est davantage une conséquence de « l'explosion »[2].
- Concours de grimaces : Course intense où les attaques fusent de partout, où le rythme est très élevé et tous les coureurs sont à la peine[1].
- Contre-la-montre individuel : Épreuve de cyclisme sur route. Course en solitaire, le coureur doit rallier l'arrivée au plus vite.
- Contre-la-montre par équipes : Épreuve de cyclisme sur route. Course en équipe, les coureurs doivent rallier l'arrivée au plus vite, avec un nombre d'équipiers au moins égal à un certain nombre. Le temps de l'équipe peut être pris par exemple sur le quatrième coureur.
- Cornue ambulante : Coureur ayant recours aux produits dopants en quantité massive. Popularisé par un juge traitant l'Affaire Festina[9].
- Coup de chacal (ou Coup de Cancellara): tactique de course cycliste consistant à attaquer dans les deux derniers kilomètres d'une course et franchir la ligne d'arrivée en vainqueur. Son plus grand représentant des années 2000 est le champion suisse Fabian Cancellara.
- Coup de cul : Élévation de la route sur une distance relativement courte qui nécessite de lever les fesses de la selle afin de produire une accélération pour franchir l'obstacle[2].
- Coup du chapeau (en anglais : Hat Trick) : sur une course à étapes, lorsqu'un coureur remporte au moins trois étapes, voire trois étapes de manière différente : en solitaire, au sprint et un contre-la-montre.
- Course à étapes : Épreuve de cyclisme sur route. Course en ligne se déroulant en plusieurs jours.
- Course aux points : Épreuve de cyclisme sur piste. Épreuves où une trentaine de coureurs s'affrontent sur une longue distance (jusqu'à 30 kilomètres). Les coureurs accumulent les points en gagnant les sprints intermédiaires, tous les deux kilomètres, et le sprint final.
- Cracher dans la soupe : Dans le peloton professionnel, métaphore désignant l'action d'une personne qui suggère publiquement qu'un apport de produits pharmaceutiques aurait aidé à la performance d'un coureur. Cette personne a « craché dans la soupe ».
- Cyclo-cross : Discipline cycliste intermédiaire le cyclisme sur route et le VTT et se pratiquant à l'automne et durant l'hiver.

## D
- Danseuse : Position du coureur lorsqu'il n'est pas assis sur la selle. Le coureur utilise ainsi une force de levier différente d'une position assise, faisant travailler les muscles des jambes d'une autre façon. Utilisé principalement dans les ascensions. Un exemple d'un coureur professionnel utilisant cette technique fréquemment est Alberto Contador[2].
- Demi-fond : Épreuve de cyclisme sur piste. Course de 30 à 100 kilomètres (ou d'une heure) effectuée derrière une moto.
- Descendeur : Coureur à l'aise dans les descentes périlleuses, qui prend des risques pour gagner du temps le tout sans chuter. Exemple : Matej Mohorič.
- Descendre comme une caisse à savon : Descendre de façon malhabile et dangereuse[2].
- Développement : Distance parcourue par un vélo lors d'un tour de pédalier.
- Directeur sportif : Manager d'une équipe. Parfois abrégé en "DS".
- Domestique : équipier dont le rôle est d'aider son leader[10].
- Dossard rouge : Dossard porté par le coureur désigné comme le plus combatif de l'étape de la veille lors du Tour de France.

## E
- Échappée : Coureur ou groupe de coureurs ayant distancé le peloton.
- Écraser les pédales : Pédaler en force sur un gros braquet, en fournissant un effort intense[1].
- Emballage final : Groupe de coureurs plus ou moins important se disputant la victoire au sprint dans une course.
- Emmener le sprint : Protéger du vent son sprinter lors d'un final, en roulant à une allure vive afin qu'il soit dans les premières positions lorsqu'il lancera son sprint[2],[3].
- En garder sous la pédale : Se dit d'un coureur qui ne jette pas toutes ses forces dans l'immédiat et qui se réserve pour la suite de la course. Ce coureur ne participe pas efficacement aux relais d'une échappée. On dit aussi de lui qu'il court en rat[6].
- Enrouler du braquet : Passer à un braquet plus élevé afin de prendre de la vitesse ou pédaler en force[11],[3].
- Équipier : Coureur au service de son leader.
- Étape reine : L’étape la plus difficile d’une course cycliste.
- Être dans la mafia : Faire partie d'un groupe de coureurs d'équipes différentes mais alliés de circonstances, et dont l'intérêt est de ne pas laisser gagner les autres cyclistes[1],[2].
- Être moelleux : être très fort, pédaler avec aisance au milieu d'un groupe, avoir beaucoup de ressources. « Si t'es moelleux, c'est là que tu pars. » (Cyril Guimard)
- Éventail : Groupe de coureurs qui se place en diagonale pour se protéger du vent. Le premier coureur se place du côté de la chaussée d'où vient le vent, les autres coureurs se décalent afin d'être à l'abri du vent, et prennent ainsi toute la largeur de la route.
- Exploser : C'est se retrouver instantanément dans l'incapacité de poursuivre un effort soutenu[6].

## F
- Faire l’accordéon : Synonyme de faire l'élastique.
- Faire l'élastique : Se dit d'un coureur qui se fait lâcher plusieurs fois d'un groupe et qui revient toujours. Cette situation est fréquente après une bosse lorsque le coureur a de la peine à monter mais qu'il arrive à revenir après la bosse lorsque les autres concurrents lèvent le pied soit parce qu'ils se reposent, soit parce qu'ils sont moins bons sur le plat[2].
- Faire le trou : Se dit d'un coureur qui réussit à creuser l'écart et à mettre ses poursuivants à une bonne distance[2],[11].
- Faire parler la classe : Cela signifie prendre la direction des opérations et dominer tous ses adversaires en faisant seulement appel à ses qualités et à ses dons, sans l'aide de ses équipiers[2],[3].
- Faire un soleil : Passer par-dessus son guidon, soit à cause d'une chute collective ou d'une maladresse.
- Faire rougir le 11 dents : Imposer un train infernal sur le plus grand braquet[2].
- Flahute : Coureur à l'aise sur les classiques flandriennes, supportant le mauvais temps et les pavés. Exemple : Mads Pedersen
- Flamme rouge : Drapeau, parfois placé sur une arche indiquant le dernier kilomètre.
- Flinguer : Démarrer très violemment[4].
- Flinguer ses adversaires : Lâcher tous les concurrents et gagner la course en solitaire.
- Formation : Équipe.
- Fringale : Cela signifie que le coureur a un taux de glucose insuffisant dans le sang. La médecine parle d'hypoglycémie lorsque la glycémie est basse. Pour un coureur brûlant normalement beaucoup de calories, s'il n'a pas pris ses précautions aux ravitaillements, la sanction est brutale, il ne peut plus avancer, c'est la fringale[3].
- Frotter : le fait pour des coureurs, dans un groupe ou dans le peloton, de se heurter, de manière volontaire (et répréhensible) ou le plus souvent de manière involontaire, de l’épaule, du coude ou du genou, en vue de passer en avant des autres. Quand « ça frotte », ce qui se produit le plus fréquemment dans la préparation ou la réalisation des sprints, le danger principal est évidemment la chute d’un ou plusieurs coureurs.
- Fumer la pipe : Pédaler avec une facilité déconcertante[2].

## G
- Giclette « avoir de la » : avoir subitement les ressources nécessaires pour mener à bien un effort.
- Grimpeur : Coureur à l'aise lorsque la route s'élève.
- Gros moteur « être un » : se dit d'un coureur ayant de grandes capacités physiques.
- Gruppetto : Dans les courses à étapes, groupe se formant à l'arrière de la course lors des étapes de montagne afin de rallier l'arrivée avant les délais d'élimination[2].

## H
- Hors catégorie : Terme qualifiant les ascensions les plus difficiles.
- Hors-délais : dans une course à étapes, un coureur est hors-délais s'il franchit la ligne d'arrivée après le temps imparti fixé par les commissaires, calculé en fonction de la vitesse du vainqueur. Un coureur qui termine l'étape après la fin des délais est éliminé.

## K
- Keirin : Épreuve de cyclisme sur piste. Épreuve originaire du Japon qui voit un peloton de six à huit coureurs suivre une motocyclette dont l'allure augmente progressivement de 35 à 45 km/h. La motocyclette s'écarte à environ 700 mètres de l'arrivée pour laisser place au sprint final.
- Kilomètre : Épreuve de cyclisme sur piste. C'est un contre-la-montre, départ arrêté sur 1 km pour les hommes, 500 mètres pour les femmes.
- K.O.M. : expression anglaise « King Of the Mountains » qui se traduit par « Grand Prix de la montagne » Cette expression est cependant de plus en plus utilisée en français

## L
- Lanterne Rouge : L'expression Lanterne rouge désigne le dernier d'une course sportive et, de manière générale, de toute compétition ou classement.
- Leader : Coureur protégé au sein d'une équipe.

## M
- Maillot à pois : lors d'un Tour de France ou d'un Tour d'Espagne, le coureur qui est en tête du classement du Grand Prix de la montagne. Les points sont attribués aux coureurs passant en tête des difficultés du parcours.
- Maillot blanc : lors d'un Tour de France, d'un Tour d'Italie ou d'un Tour d'Espagne, le coureur qui est en tête du classement général des jeunes (coureur de moins de 25 ans) le porte.
- Maillot bleu : lors d'un Tour d'Italie, il est attribué au leader du classement de la montagne.
- Maillot cyclamen : de 1970 à 2009, puis à nouveau depuis 2017, lors d'un Tour d'Italie, le coureur qui est en tête du classement par points le porte (de 1967 à 1969, cette distinction était nommée maillot rouge, appellation reprise entre 2010 et 2016). Les points sont attribués pendant la course lors des sprints bonifications et à l'arrivée de l'étape.
- Maillot de oro : lors d'un Tour d'Espagne, de 1999 à 2009, le maillot de oro était porté par le coureur qui était en tête du classement général.
- Maillot jaune : lors d'un Tour de France, le coureur qui est en tête du classement général.
- Maillot rose : lors d'un Tour d'Italie, le coureur qui est en tête du classement général.
- Maillot rouge : lors d'un Tour d'Espagne, le coureur qui est en tête du classement général. Utilisé depuis 2010. Autrefois, lors du Tour d'Italie, l'appellation de maillot rouge a été celle de l'actuel maillot cyclamen, de 1967 à 1969 et de 2010 à 2016.
- Maillot vert : lors d'un Tour de France ou d'un Tour d'Espagne, le coureur qui est en tête du classement par points. Les points sont attribués pendant la course lors des sprints bonifications et à l'arrivée de l'étape.
- Mettre la chape : battre son adversaire au sprint avec le plus infime des écarts qui ne représente pas plus que l'épaisseur d'un boyau (quelques millimètres).
- Mettre la flèche : quitter discrètement la course sur abandon, au milieu de son déroulement, sans s'arrêter pour attendre la voiture balai et sans rendre son dossard[1].
- Mettre la plaque : passer du petit au grand plateau, on peut dire également sortir les grandes assiettes[4].
- Mettre le nez à la fenêtre : se porter en tête de peloton en vue de s'échapper, de jauger des adversaires ou de bluffer[12].
- Mettre tout à droite : cela signifie passer le grand plateau et le petit pignon, ce qui revient à choisir le plus grand développement et donc de faire le maximum de distance par tour de pédale[4].
- Mettre un siffleur (terme de la piste) : cela signifie choisir un boyau très léger spécialement conçu pour les courses de la plus grande importance, les grandes compétitions ou les finales.
- Meule : le grand plateau.
- Monter aux balustrades : expression de la piste pour désigner un sprinter qui monte dans les virages, soit pour attaquer en s'aidant de la pente, soit pour obliger son adversaire à en faire autant ce qui permet de le contrôler[2].
- Monuments : Nom donné aux cinq classiques les plus prestigieuses. Les cinq monuments du cyclisme sont les suivants : Milan-San Remo,Tour des Flandres, Paris-Roubaix, Liège-Bastogne-Liège et Tour de Lombardie.
- Mordre dans son guidon : c'est lorsqu'un coureur grimpe assis une pente raide au prix d'un effort violent, arc-bouté, la tête dans son guidon en le tenant par le centre.
- Mouchoir d'Adam : action de se moucher en faisant pression avec un doigt sur une narine.
- Musette : sacoche contenant le ravitaillement (gel énergisant par exemple) des coureurs. Elles sont généralement distribuées dans les « zones de ravitaillement » par un membre de l’encadrement de l'équipe du coureur.

## O
- Omnium : Épreuve individuelle regroupant plusieurs épreuves de la piste, tel le décathlon en athlétisme.

## P
- Panache : Un coureur qui fait preuve de courage montre du « panache ». Exemple: « Ce coureur a chuté lourdement et a insisté pour continuer. 150 kilomètres plus loin, il a remporté l'étape en solitaire et les médecins ont décelé une vertèbre craquée et deux côtes cassées. Quel panache ! »
- Passer par la fenêtre : Cela signifie être surpris par une brusque accélération à laquelle on ne s'est pas préparé et ne pas pouvoir suivre le rythme imposé par les adversaires[2].
- Partir à la faute : Chuter, tomber, déraper.
- Patinette (faire de la) : rouler derrière un ou plusieurs coureurs et profiter de leur aspiration.
- Pédaler avec ses oreilles : Coureur dont le style manque de fluidité, balançant la tête au rythme de son pédalage[4].
- Pédaler carré : Être fatigué et ne pas faire preuve d'aisance dans le coup de pédale[6].
- Pédaler dans la semoule : Être peu à son aise, pédaler difficilement[13].
- Pédaler dans l'huile : Faire montre d'aisance gestuelle, révélateur d'un état de forme manifeste (syn. avoir la socquette légère).
- Pédaler en force : Mettre un plus gros braquet et tourner les jambes moins vite.
- Peloton : Groupe principal lors d'une épreuve cycliste.
- Percer : crever un pneu.
- Piocher : Puiser dans ses dernières ressources, produisant ainsi un coup de pédale inégal[1].
- Poisson pilote : Dernier coureur chargé de préparer le sprint pour un sprinteur[14]. Exemple : Mark Renshaw, poisson pilote de Mark Cavendish.
- ponts de chemin de fer, Ne plus monter les : Se trouver dans un état proche de la défaillance[2].
- Porte, Fermer la porte : Verrouiller un éventail lorsqu'on se trouve être le dernier abrité dans celui-ci, tout en gardant cette place, obligeant ainsi les cyclistes qui suivent à se contenter de la bordure.
- Porteur d'eau : coureur ayant le rôle d'équipier modèle, prêt à se sacrifier pour son leader, allant chercher les bidons pour ses coéquipiers ou donnant son vélo au leader en cas d'incident mécanique, le tout sans participer à la moindre échappée.
- Position Mohorič ou Supertuck, du nom de son inventeur, Matej Mohorič, position aérodynamique consistant pour le coureur lors d'une descente à s'asseoir sur le cadre en allongeant son torse le long du cadre jusqu'au cintre[15]. Jugé dangereuse, elle est interdite par l'UCI à partir du 1er avril 2021[16].
- Poursuite individuelle : Épreuve de cyclisme sur piste. Épreuve mettant en opposition deux coureurs sur 4 000 m (3 000 m pour les femmes) départ arrêté. Au début de la course les coureurs sont à l'opposé l'un de l'autre. Le coureur gagnant est celui qui arrive à dépasser son adversaire ou termine en premier les quatre kilomètres
- Poursuite par équipes : Épreuve de cyclisme sur piste. Même principe que la poursuite individuelle mais réalisée cette fois par équipes de quatre coureurs se relayant.
- Poursuivant(s) : Coureur ou groupe de coureurs intercalés entre la tête de la course et le peloton.
- Poussette : Tricherie consistant à aider un coureur en le poussant.
- Prendre un éclat : Cela signifie être lâché d'un seul coup sans pouvoir réagir et en perdant très rapidement du terrain[4].
- Prendre le bon wagon : Cela veut dire ne pas manquer une échappée décisive, celle qui regroupe les coureurs de grande classe. Comme pour un train qui dessert deux destinations, il faut prendre le bon wagon pour arriver à l'heure à sa destination et participer à l'emballage final[3].
- Prix de combativité : Récompense remise notamment sur les trois grands tours. Sur le Tour de France et le Tour d'Espagne, il est décerné au coureur le plus combatif de l'étape du jour. Il en va de même sur le Tour d'Italie depuis quelques années. À la fin de ces Tours, le vainqueur général du prix de la combativité est désigné super combatif.
- Prologue : Court contre-la-montre individuel disputé en ouverture d'une course à étapes.
- Puncheur : Coureur explosif à l'aise sur les montées courtes et raides. Ces coureurs sont généralement des spécialistes des classiques. Ex: Julian Alaphilippe
- Puncheur-sprinteur : Coureur qui dispose d'une bonne pointe de vitesse, moins rapide que les purs sprinteurs mais qui passe mieux les bosses. Exemples : Peter Sagan, Michael Matthews, Sonny Colbrelli, Mathieu van der Poel, Mads Pedersen…

## R
- Raidard : Courte pente raide, raidillon. Ils sont généralement appréciés des puncheurs.
- Ramier : coureur qui ne prend jamais aucun relais, généralement en retrait dans le peloton ou l'échappée.
- Ratagasse, Ratonneur : synonyme de ramier.
- Refroidissement éolien estimation de la température perçue par le corps en fonction de la température de l'air combinée à la vitesse du vent.
- Relais, prendre un : Pédaler en tête d'une échappée ou du peloton pendant un laps de temps plus ou moins long avant de laisser de cette place à un autre coureur. Lors de sa prise de relais, le coureur est ainsi exposé au vent, dépensant donc plus d'énergie que ceux qui le suivent. Les relais permettent donc un partage plus ou moins équitable des efforts en tête de la course.
- Relayer : Passer en tête de groupe pour protéger les autres coureurs du vent. Les relais successifs permettent à chaque membre du groupe de rouler en faisant moins d'effort qu'un coureur solitaire.
- Remorquage : Technique non-autorisée qui consiste à s'accrocher à une voiture lorsque l'on est en difficulté lors d'une montée.
- Repêcher : lorsqu'un groupe important de coureurs pouvant comporter un porteur de maillot distinctif franchit la ligne d'arrivée hors-délais, les commissaires peuvent choisir ou non de leur éviter l'exclusion et de leur permettre de rester dans la compétition.
- Repecho : Difficulté non répertoriée par les organisateurs.
- Rétropoussette : Technique qui consiste à s'aider de la poche arrière de son adversaire ou à prendre appui contre l'aile d'une voiture (voir « becqueter de l'aile », tricherie utilisée notamment lors de faux dépannages ou de réglages en roulant) pour se propulser.
- Roue, Être dans la : Consiste à profiter de l'aspiration du coureur précédent[3].
- Roue, S'accrocher à la : Peiner à maintenir le rythme et éprouver une grande difficulté à demeurer dans le sillage du coureur précédent. Similaire à « Être dans la roue » mais en plus dramatique. Une « explosion » peut être imminente.
- Roue, Sucer la : C'est surveiller et marquer de près un adversaire désigné, en se mettant résolument dans sa roue et sans jamais prendre le moindre relais.
- Rouleau-compresseur : Voir train.
- Rouler dans le jardin : C'est la mésaventure qui arrive à celui qui se retrouve dans l'herbe du bas-côté de la route par maladresse et qui prend le risque de tomber dans le fossé[2].
- Rouler sur la jante : Cela signifie être complètement épuisé, se sentir vidé de ses forces, comme un boyau à plat.
- Rouleur : Coureur spécialiste des contre-la-montre. ex. : Fabian Cancellara
- Rouleur - Grimpeur : Coureur à l'aise en montagne et en contre-la-montre. ex. : Christopher Froome ou Tom Dumoulin
- Roulettes, Rester dans les : ne pas prendre de relais.
- Raton : synonyme de rat, ratagasse : coureur qui suit ses adversaires dans un groupe sans jamais participer aux relais. Ces coureurs ont souvent une cote de popularité faible.
- Rupteur, être au : Le coureur est en train de dépasser ses limites et qu'il va bientôt « exploser »

## S
- Sacoche, Mettre une : Attaquer brusquement en laissant l'adversaire sur place
- Saler la soupe : Prendre des produits dopants[17].
- Sauter : Se faire distancer par le groupe[4].
- Scratch : Épreuve de cyclisme sur piste. Course de 15 kilomètres, départ en ligne.
- Secteur pavé : Chaussée pavée empruntée par une course cycliste. Les plus célèbres sont dans Paris-Roubaix.
- Se relever : Réduire brusquement son allure après un effort important[3].
- Siffleur, Mettre un (terme de la piste) : Cela signifie choisir un boyau très léger spécialement conçu pour les courses de la plus grande importance, les grandes compétitions ou les finales.
- Socquette légère, Avoir la : voir Pédaler dans l'huile[3].
- Soigneur : Membre de l'encadrement d'une équipe chargé du bien être et du confort des coureurs.
- Spad, désigne le vélo habituel d'un coureur amateur . Ce terme familier a vieilli et a également désigné un avion de la guerre de 14-18.
- Sprinteur : Coureur rapide dont la spécialité sont les arrivées au sprint. Les sprinteurs excellent sur le plat mais vivent en général un calvaire sur les étapes de montagnes.
- Sprint intermédiaire : Sprint situé en cours d'étape et gratifiant de points et parfois de bonifications les coureurs arrivés en tête.
- Sprint massif : Sprint lorsque le peloton arrive groupé.
- Sucer la roue : C'est surveiller et marquer de près un adversaire désigné, en se mettant résolument dans sa roue et sans jamais prendre le moindre relais[1].
- Suiveur : ou "suceur de roue", désigne un coureur qui joue une place d'honneur au classement général, n'attaque jamais et reste toujours dans la roue du leader de la course. Ont été ou sont catalogués suiveurs : Joop Zoetemelk, Miguel Indurain, Alejandro Valverde, Cadel Evans, Rigoberto Urán, Wilco Kelderman, Steven Kruijswijk…
- Sulfureux : Se dit d'un coureur, d'un membre de staff (directeur sportif, médecin…) ou d'une équipe ayant la réputation, prouvée ou non, de pratiquer ou d'avoir pratiqué le dopage.
- Super combatif : Vainqueur général du prix de la combativité de l'un des trois grands tours. Par le passé, il existait un classement de la combativité où les coureurs échappées accumulaient des points. Désormais, le super combatif est élu par le public et un jury de spécialistes.

## T
- Tandem : Épreuve de cyclisme sur piste. Compétition de poursuite par équipes sur deux kilomètres, de deux paires de coureurs associés sur le même cycle.
- Tape-cul : Se dit d'une route dont le bitume est en mauvais état.
- Tempo : Rythme imposé par une équipe ou un coureur en tête du peloton ou d'un groupe d'échappés. Il peut être plus ou moins rapide.
- Théorème de Chapatte : Théorème énoncé par Robert Chapatte selon lequel une avance d'une minute pour un coureur seul sur le peloton à dix kilomètres de l'arrivée est suffisante pour gagner la course.
- Tirer sur la meule : Accélérer vivement l'allure.
- Tirette : Tricherie consistant à pénaliser un coureur en le tirant.
- Train : Accélération brusque d'une équipe dans les derniers kilomètres pour placer un leader ou un sprinter en tête de peloton, en vue d'un sprint massif. L'objectif étant également d'empêcher que des attaques avant le sprint final, ne viennent priver les sprinters d'une victoire qui leur semblait acquise. Le terme de train est également utilisé pour nommer une manœuvre utilisée dans les cols par l'équipe du leader du classement général : les coureurs se place en file indienne en tête de peloton, le premier étant le moins à l'aise en montagne tandis que le meilleur grimpeur des équipiers se place juste devant son leader. Le coureur en tête produit un effort soutenu puis s'écarte lorsqu'il est épuisé, son coéquipier situé derrière lui prenant le relais. Cette manœuvre permet d'éliminer des potentiels rivaux au classement général et de préserver les forces du leader pour l'arrivée[18].
- Trial : Discipline consistant sur un vélo (existe aussi sur moto) à franchir des obstacles naturels ou artificiels

## U
- UCI : Union cycliste internationale. La fédération internationale de cyclisme.

## V
- Vélo tout terrain (VTT), ou Mountain bike : Vélo destiné à une utilisation sur terrain accidenté.
- Vélodrome : Stade accueillant les compétitions de cyclisme sur piste
- Visser : Pédaler de façon énergique[4].
- Vitesse individuelle : épreuve de cyclisme sur piste. Épreuve disputée par deux coureurs sur 2 ou 3 tours de piste. Comme toute course, le vainqueur est le premier à passer la ligne, cependant la tactique joue un rôle prépondérant dans ce type d'épreuve.
- Vitesse par équipes : épreuve de cyclisme sur piste. Deux équipes de trois coureurs s'affrontent sur trois tours de piste, chaque coureur effectue un tour en tête pour entraîner ses coéquipiers puis s'écarte.
- Voiture-balai : véhicule fermant la route dans lequel peuvent monter les coureurs ayant abandonné